# Sendeanlage Browary
Die Sendeanlage Browary war eine Sendeanlage für Mittel-, Lang- und Kurzwelle in der Stadt Browary, 20 km östlich von Kiew.
Die Sendeanlage bestand zuletzt aus folgenden Anlagen:
- eine 257 Meter hohe ARRT-Antenne aus dem Jahr 1972. Über diese Antenne wurde bis zum 31. Dezember 2010 das erste Programm des ukrainischen Rundfunks auf der Langwellenfrequenz 207 kHz ausgestrahlt. Die Frequenz deckte 95 % des Staatsgebiets der Ukraine ab.
- ein 180 Meter hoher abgespannter Sendemast für Mittelwelle, über den das zweite Programm des ukrainischen Rundfunks auf der Frequenz 549 kHz ausgestrahlt wurde.

Nach Abschaltung der Langwelle wurden im Mai 2012 die beiden Sender getauscht: der ehemalige Langwellensendemast strahlte das zweite Programm auf Mittelwelle aus, für das erste Programm wurde die neue Mittelwellenfrequenz 783 kHz eingesetzt. Nach nur sechs Monaten wurde der Betrieb auf der Sendeanlage komplett eingestellt und sämtliche Sendemasten abgerissen.
Zur Sendeanlage gehörte noch ein umfangreicher Komplex an Vorhangantennen für Kurzwelle, die dem staatlichen Auslandsrundfunk der Sowjetunion und nach der Unabhängigkeit dem ukrainischen Auslandsrundfunk Radio Ukraine International dienten. Über diese Vorhangantennen wurde zudem noch der BBC World Service auf der Mittelwellenfrequenz 594 kHz ausgestrahlt. Die Anlagen wurden 2011 abgeschaltet und kurz darauf demontiert.